# Reader Rabbit (videojuego)
Reader Rabbit (titulado "Reader Rabbit and the Fabulous Word Factory" o alternativamente conocido como "Reader Rabbit Builds Early Learning & Thinking") es un videojuego de 1983 y el primero de la serie de entretenimiento educativo Reader Rabbit. Fue creado por The Learning Company para Apple II y más tarde para otros ordenadores. También hizo uso de la tableta gráfica KoalaPad . The Connelley Group ayudó con la conversión de Atari 8-Bit en 1984 .  Se desarrolló una versión parlante para Apple IIGS en 1989. Se lanzó una versión mejorada para DOS en 1991. En 1994 se lanzó una versión Deluxe para Macintosh y Windows 3.x. En 1997, el juego fue rehecho para Windows y Macintosh bajo el título "Reader Rabbit's Reading 1".

## Desarrollo
Reader Rabbit fue concebido originalmente por las hermanas Grimm; Leslie fue la autora del juego, mientras que Corinne y Cindy contribuyeron con el arte. La versión 1.0 de Reader Rabbit, titulada Reader Rabbit and the Fabulous Word Factory, se lanzó a finales de 1983 o principios de 1984 (y apareció en el especial navideño de 1983 para Computer Chronicles  ), mientras que las versiones 1.1, 1.2 y 1.3 fueron lanzado en 1984. El desarrollo de una versión 2.0 actualizada comenzó a principios de 1984. En ese momento Leslie Grimm había sufrido una fractura de disco, pero pudo desarrollar el juego mientras estaba postrada en cama, gracias a un teclado desmontable provisto por su colega Pete Rowe .  Muchos críticos e historiadores del juego afirman erróneamente que la serie Reader Rabbit comenzó oficialmente en 1986.
En 1988, se lanzó la primera versión "hablada" de Reader Rabbit para las computadoras Apple IIGS y Tandy 1000 . El juego fue rehecho como una versión mejorada para DOS en 1991 para incorporar el modo VGA de 256 colores, la opción de tarjeta de sonido y compatibilidad con mouse. Otro remake se realizó como una versión de lujo junto con sus dos secuelas y se implementó un discurso digitalizado.

## Gameplay
El juego se desarrolla en el Word Factory titular, que enseña lectura y ortografía en cuatro actividades diferentes y cuenta con más de 200 de tres letras y más de 70 imágenes para aprender.   Las siguientes cuatro actividades son:
- 1. Sorter - El jugador debe elegir palabras que comiencen con una letra elegida y descartar el resto.
- 2. Labeler - De una serie de letras mezcladas, el jugador debe usar esas letras para deletrear palabras que coincidan con tres objetos en la pantalla.
- 3. Word Train - El jugador debe seleccionar una palabra que difiera ligeramente de la primera.
- 4. Matchup Games - El jugador debe hacer coincidir las tarjetas con imágenes con las tarjetas de palabras correspondientes.

## Recepción
The Learning Company presentó el juego junto a Number Stamper, Word Spinner, Addition Magician y Colorasaurus en el Winter Consumer Electronics Show de 1984.  La Dra. Ann Piestrup elogió el juego por su capacidad para ayudar a los jóvenes a superar las dificultades de lectura y el reconocimiento de palabras.         